# Maravilla Tenejapa
Maravilla Tenejapa è un comune del Messico, situato nello stato di Chiapas.